# 舍米亚
舍米亚（法語：Chemilla，法語發音：[ʃəmija]）是法国汝拉省的一个旧市镇，属于隆斯勒索涅区。

## 地理
舍米亚（46°21'26"N, 5°33'36"E）面积1.87 平方千米，位于法国勃艮第-弗朗什-孔泰大區汝拉省，该省份为法国东部内陆省份，北起上索恩省，西北接科多尔省，西临索恩-卢瓦尔省，南至安省，东与杜省和瑞士接壤。
与舍米亚接壤的市镇（或旧市镇、城区）包括：圣伊姆蒂耶尔、塞济亚、瓦卢斯河畔拉旺、沃布勒。

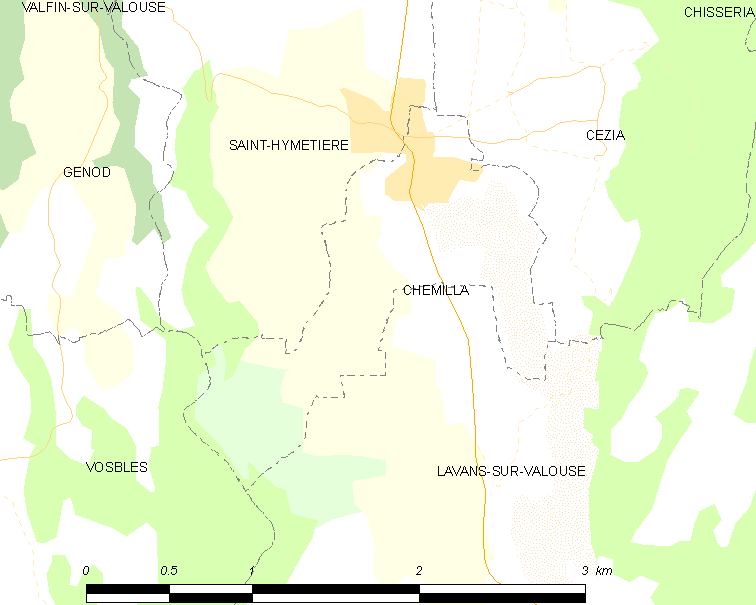
舍米亚的OSM定位图

舍米亚的时区为UTC+01:00、UTC+02:00（夏令时）。

## 行政
舍米亚的邮政编码为39240，INSEE市镇编码为39137。

## 政治
舍米亚所属的省级选区为穆瓦朗昂蒙塔涅县。

## 人口

1962-2008年间舍米亚人口变化图示

舍米亚于2016年1月1日时的人口数量为116人。